# 增长率
增长率（英文：rate of return）是指上期数值与本期数值之比率。计算公式為本期数值減上期數值，再除以上期数值。也表示为1加，称盈利除以本金为收益或收益率。一般以百分比率表示，如GDP增长率7%。
经济增长率也称经济增长速度，它是反映一定时期经济发展水平变化程度的动态指标，也是反映一个国家经济是否具有活力的基本指标。经济增长率是末期国民生产总值与基期国民生产总值的比较，以末期现行价格计算末期國民生產毛額（GNP），得出的增长率是名义经济增长率。以不变价格（即基期价格）计算末期GNP，得出的增长率是实际经济增长率。